# Jean Jacques
Pour les articles ayant des titres homophones, voir Jean-Jacques.
Pour les articles homonymes, voir Jacques.
 (janvier 2025).
Jean Jacques est un chimiste français né le 15 décembre 1917 à Épinay-sur-Seine et mort le 10 juillet 2001 dans le 5e arrondissement de Paris.

## Carrière
Dans la première partie de sa carrière, Jean Jacques étudie la chimie de l'activité œstrogène. La seconde partie fut consacrée à la stéréochimie (cristaux liquides, dédoublements par cristallisation).
Il a travaillé sous la direction d'Alain Horeau au sein du laboratoire de chimie organique des hormones au Collège de France comme « personnel extérieur ». Il fut  ingénieur de recherches au CNRS.
Il a participé activement au Comité local d'action sociale du Collège de France. Il a défendu et pratiqué la « vulgarisation » de la science (qu'il qualifie de « travail de médiation »), notamment par son ouvrage Savants et Ignorants, co-écrit avec Daniel Raichvarg (connu pour avoir défendu des émissions de vulgarisation comme C'est pas sorcier de Jamy et Fred).
Depuis 1992, le musée dauphinois compte parmi ses collections les autochromes stéréoscopiques du fonds Jean Jacques.

## Publications

### Ouvrages
- Action des amines aromatiques sur le dimère de l'aldéhyde crotonique, Paris, Masson, 1945.
- Laboratoire de morphologie expérimentale et endocrinologie, Paris, Collège de France, 1946.
- La naissance de l'idée de structure chimique et les savants du XIXème siècle, Paris, Palais de la Découverte, 1956.
- Pouvoir rotatoire naturel (Optical rotatory power), avec Henri Kagan et Guy Ourisson, édité par Simone Allard, préface par William Klyne, Oxford, Pergamon Press, 1965.
- Constantes sélectionnées 1a, Stéroïdes 1a (Steroids, Selected constants), avec Henri Kagan et Guy Ourisson, préface de William Klyne, rédaction par Simone Allard, Oxford, Pergamon Press, 1965.
- L'histoire des sciences a-t-elle un sens?, Strasbourg, GERSULP, 1977.
- Absolute configurations of 6000 selected compounds with one asymmetric carbon atom, avec Claude Gros et Simone Bourcier, avec la collaboration de M. J. Brienne et J. Toullec, Stuttgart, G. Thieme, 1977.
- Les confessions d'un chimiste ordinaire, Seuil, 1981.
- Enantiomers, racemates and resolutions, avec André Collet et Samuel Wilen, New York, Wiley & Sons, 1981, réédition 1991, 1994.
- Berthelot, autopsie d'un mythe, préface de Jean Dhombres, Paris, Belin, 1987.
- La symétrie aujourd'hui, avec A. Brack, Gilles Cohen-Tannoudji et Yves Coppens, interrogés par Émile Noël, texte établi avec la collaboration de Gilles Minot, Paris, Éditions du Seuil, 1989.
- Un chimiste au passé simple, Odile Jacob, 1990.
- L'imprévu ou la science des objets trouvés, Odile Jacob, 1990.
- Savants et ignorants : une histoire de la vulgarisation des sciences, avec Daniel Raichvarg, Paris, Éditions du Seuil, 1991, réédition 2003.
- La Molécule et son double, introduction par Dominique Lecourt, Hachette, 1992.
- Le médicament : un comprimé de chimie?, Paris, Palais de la Découverte, 1996.
- Vulgariser la chimie par le livre, hier et aujourd'hui, Bruxelles, 1996.

### Préface
- Préface à : Louis Pasteur, Jacobus Henricus van't Hoff, A. Werner, Recherches sur la dissymétrie moléculaire, Paris, 1986. (« la superbe préface de Jean Jacques, pp. 7-45, qui donne un exposé admirablement clair et pénétrant des développements passés et présents dans l'étude de l'asymétrie moléculaire » Gerald L. Geison, The private science of Louis Pasteur, Princeton University Press, 1995, p. 318)

### Édition
- La Chymie charitable et facile en faveur des dames, deuxième édition, Lyon, J-B Deville, 1680.

## Sources
- André Collet et al., Molécules chirales, EDP Sciences / CNRS Éditions, 2006, p. 25-26. (Partiellement consultable sur Google Books.)
- Site Mémosciences.